# Green Tree
Green Tree est un borough situé en banlieue principale de Pittsburgh, dans le comté d'Allegheny en Pennsylvanie, aux États-Unis.
Le borough est le lieu où ont grandi Ron Paul, représentant des États-Unis et candidat à l'investiture du Parti républicain pour les élections présidentielles de 2008 et 2012, et l'acteur Zachary Quinto.